# Mariana Seoane
Mariana Alejandra Seoane García (Parácuaro, estado de Michoacán, 10 de junho de 1976)
é uma atriz, cantora e modelo Mexicana já foi ganhadora do Grammy Latino. Vendeu no total 500 mil discos de suas 4 produções.

## Carreira
Em 1995 estreou como atriz na novela Retrato de familia, junto com Helena Rojo e Julio Bracho.
Durante 1996 interpretou Sandra em Los hijos de nadie onde ela atuou com o porto-riquenho Osvaldo Ríos. Posteriormente atuou em Canción de amor.
Em 1997, participou da novela Mi pequeña traviesa junto com Michelle Vieth, Héctor Soberón, Anahí e Enrique Rocha.
Algumas de suas músicas são: Me equivoque, Que no me faltes tú , Una de dos, Mermelada e Atréverte a mirarme de frente. Essa última música reeditada dos anos 80 pertence ao grupo Los Wawancó.
Em 2005, ela participou como apresentadora do show em homenagem Selena ¡vive!, e também cantou um dueto com Pablo Montero a música Buenos Amigos.
Em 2007 o produtor Juan Osorio à escolhe para ser antagonista da novela Tormenta en el paraíso.
Em outubro de 2007 posou nua para H Extremo, a versão sem censura de RevistaH.
Em 2009 voltou as novelas como coprotagonista em Mar de amor ao lado de Zuria Vega e Mario Cimarro. Nesse mesmo ano fez uma participação especial na novela Mañana es para siempre.
Em 2011 protagonizou o estadiamento Divorciemonos mi amor ao lado de Sebastián Rulli.
Em 2012 foi antagonista da novela Por ella soy Eva, junto à Jaime Camil e Lucero, por qual ganhou a indicação de melhor antagonista em los Premios Tv & Novelas 2013.
Em 2013 teve uma participação antagônica na novela La tempestad, protagonizada por William Levy e Ximena Navarrete.
Em 2014 voltou como antagonista na novela Hasta el fin del mundo junto a David Zepeda, Marjorie de Sousa e Julián Gil. 
Entre 2016 e 2021 gravou 5 projetos. A personagem de Mabel Castaño participou da quinta temporada de El Señor de los Cielos e também de El Chema, dividindo os créditos com Rafael Amaya e Mauricio Ochmann. Mais tarde, ele fez parte do elenco de séries como El Recluso, Preso No. 1 e a novela La Suerte de Loli.
Em 2023 voltou à Televisa com um dos papéis principais na telenovela Tierra de Esperanza, ao lado de Andrés Palacios, Carolina Miranda e Luis Roberto Guzmán.

## Discografia
- La Malquerida (2012)
- Mariana esta de fiesta... Atrévete (2007)
- Con sabor a... Mariana (2006)
- La niña buen (2005)
- Seré una niña buena (2003)

## Filmografia

### Telenovelas
- Tierra de esperanza (2023) - Bernarda Rangel
- La suerte de Loli (2021) - Melissa Quintero de Torres
- Preso No. 1 (2019) - Pía Bolaños
- El recluso (2018) - Roxana Castañeda
- El señor de los cielos (2017) - María Isabel "Mabel" Castaño vda. de Roberts / Ninón de la Vielle
- El Chema (2016/2017) - María Isabel "Mabel" Castaño vda. de Roberts
- Hasta el fin del mundo (2014/2015) - Silvana Blanco Cabrera / Silvana Ripoll Cabrera
- La tempestad (2013) - Úrsula Salazar
- Por ella soy Eva (2012) - Rebeca Oropeza
- Mar de amor (2009-2010) - Oriana Parra-Ibanhes Bricenho
- Mañana es para siempre (2009) - Chelsy Briceño
- Tormenta en el paraíso  (2007-2008) - Maura Durán Linares / Karina Rossemberg
- La fea más bella (2006-2007) - Carla Santibáñez
- Rebeca (2003) - Rebeca Linares / Rebeca Linares de Montalbán
- Atrévete a olvidarme (2001) - Ernestina Soto Castañeda
- Tres mujeres (1999-2000) - Marcela Durán
- Cuento de Navidad (1999) - Convidada da festa de Jaime
- Amor gitano (1999) - Condessa Marquesa Adriana de Astolfi
- Mi pequeña traviesa (1997-1998) - Bárbara Chávez Ayala
- Los hijos de nadie (1996-1997) - Sandra
- Canción de amor (1996) - Roxana Juárez
- Retrato de familia (1995-1996) - Aracely Conrado

### Programas
- ¿Qué dicen los famosos? (2022) - Invitada
- Así se baila (2021) - Jurado
- ¿Quién es la máscara? (2020) - Ratón
- Casate conmigo mi amor (2013) - Cristina Múñoz
- Los Héroes del Norte (2012) - Cindy
- Los simuladores - Temporada II - (2009) ... Lorena (episódio "La ajedrecista")
- Adictos a robar (2009) - Dilma
- Piel de estrellas (2008) - Mía
- Show de los sueños (2008) - Roxana
- Diseñador de ambos sexos Capítulo 4: Escrito en las estrellas (2001) .... Sofía Márquez

### Filmes
- Canon Fidelidad al Límite (2014) - Mariana

## Prêmios e Indicações

### Premios Furia Musical
| Ano  | Categoria               | Resultado |
| ---- | ----------------------- | --------- |
| 2004 | Revelação Popular       | Ganhadora |
| 2005 | Cantora feminina do ano | Ganhadora |

### Premio Lo Nuestro
| Ano  | Categoria         | Resultado |
| ---- | ----------------- | --------- |
| 2004 | Revelação Popular | Ganhadora |

### Premios Oye!
| Ano  | Categoria         | Resultado |
| ---- | ----------------- | --------- |
| 2004 | Revelação Popular | Indicada  |

### Grammy Latino
| Ano  | Categoria            | Álbum               | Resultado |
| ---- | -------------------- | ------------------- | --------- |
| 2004 | Melhor Álbum Grupero | Seré Una Niña Buena | Ganhadora |

### Premios People en Español
| Ano  | Categoria   | Novela           | Resultado |
| ---- | ----------- | ---------------- | --------- |
| 2012 | Melhor Vilã | Por Ella Soy Eva | Indicada  |

### Premios TVyNovelas
| Ano  | Categoria                 | Novela            | Resultado |
| ---- | ------------------------- | ----------------- | --------- |
| 2013 | Melhor Vilã               | Por ella soy Eva  | Indicada  |
| 2004 | Lançamento do ano         | Lançamento do ano | Ganhadora |
| 2000 | Melhor revelação feminina | Amor Gitano       | Indicada  |